# Tsuji Shugo
Shugo Tsuji (sinh ngày 21 tháng 7 năm 1997) là một cầu thủ bóng đá người Nhật Bản.

## Sự nghiệp câu lạc bộ
Shugo Tsuji đã từng chơi cho Sagan Tosu.